# Grote Prijs Jean-Pierre Monseré 2021
De 9e editie van de wielerwedstrijd Grote Prijs Jean-Pierre Monseré werd gehouden op 7 maart 2021. De start was in Hooglede en de finish in Roeselare. De wedstrijd maakte deel uit van de UCI Europe Tour 2021, in de categorie 1.1. In 2020 won de Nederlander Fabio Jakobsen. Deze editie werd gewonnen door de Belg Tim Merlier.

## Deelnemende ploegen
| WorldTour                          | ProContinentaal            | Continentaal                     |
| ---------------------------------- | -------------------------- | -------------------------------- |
| Cofidis, Solutions Crédits         | Alpecin-Fenix              | BEAT Cycling                     |
| Deceuninck–Quick-Step              | B&B Hotels p/b KTM         | Canyon dhb SunGod                |
| Intermarché-Wanty-Gobert Matériaux | Bingoal-Wallonie Bruxelles | Development Team DSM             |
| Lotto Soudal                       | DELKO                      | EvoPro Racing                    |
| Team Qhubeka-ASSOS                 | Sport Vlaanderen-Baloise   | Equipe continentale Groupama-FDJ |
|                                    | Team Arkéa Samsic          | Lviv Continental Cycling Team    |
|                                    | Team Total Direct Energie  | Metec - Solarwatt p/b Mantel     |
|                                    | Uno-X Pro Cycling Team     | Riwal Cycling Team               |
|                                    |                            | SEG Racing Academy               |
|                                    |                            | Tarteletto-Isorex                |
|                                    |                            | Team SKS Sauerland NRW           |
|                                    |                            | Xelliss-Roubaix Lille Métropole  |

## Uitslag
| Grote Prijs Jean-Pierre Monseré 2021 |                 |                                    |          |
| Plaats                               | Naam            | Ploeg                              | Tijd     |
| Winnaar                              | Tim Merlier     | Alpecin-Fenix                      | 4u34'44" |
| 2                                    | Mark Cavendish  | Deceuninck–Quick-Step              | z.t.     |
| 3                                    | Timothy Dupont  | Bingoal-Wallonie Bruxelles         | z.t.     |
| 4                                    | Pierre Barbier  | DELKO                              | z.t.     |
| 5                                    | Riccardo Minali | Intermarché-Wanty-Gobert Matériaux | z.t.     |
| 6                                    | Thomas Boudat   | Team Arkéa Samsic                  | z.t.     |
| 7                                    | Jordi Warlop    | Sport Vlaanderen-Baloise           | z.t.     |
| 8                                    | Emiel Vermeulen | Xelliss-Roubaix Lille Métropole    | z.t.     |
| 9                                    | Arne Marit      | Sport Vlaanderen-Baloise           | z.t.     |
| 10                                   | Rait Ärm        | Equipe continentale Groupama-FDJ   | z.t.     |

2012 · 2013 · 2014 · 2015 · 2016 · 2017 · 2018 · 2019 · 2020 · 2021 · 2022 · 2023 · 2024 · 2025